# مجازات در یهودیت
مجازات در یهودیت شامل هر دو نوع جزای بدنی و جزای مرگ می‌شود.

## مجازات اعدام در منابع کلاسیک
عنف مجازات مرگ وابسته‌به شدت جرم واقع شده‌است. فیلسوفان و روحانیون یهودی معتقدند که مجازات بدنی به‌عنوان یک یادآور از ماهیت شدید برخی اعمال، در جامعه بکار می‌رود. به همین دلیل، در قانون یهود، مجازات اعدام بیشتر یک اصل محسوب می‌گردد تا یک عمل.

### چهار روش مجازات مرگ در یهودیت
طبق دادگاه رابینیک و دیان چهار روش اعدام به صورت زیر است:
- سِکیلا یا سنگسار
- سِرِفاه یا سوزاندن در آتش
- حِرِگ یا سر بریدن
- چِنِک یا خفه کردن

## مجازات تنبیه بدنی در منابع کلاسیک
به‌احتمال بسیار، تنها روش تنبیه بدنی در دین یهود مالکُت یا شلاق‌زدن است.